# Alone in the Dark 2 (pel·lícula)
Alone in the Dark 2 és una pel·lícula estatunidenca dirigida per Michael Roesch i Peter Scheerer el 2009.

## Argument
La història va d'una maledicció sobre una daga feta per una bruixa. Edward Carnby va ser apunyalat per un noi a qui li havia caigut la maledicció de la daga encantada, però és ajudat per una família que ha conviscut durant tres generacions amb aquesta maledicció. La trama de la pel·lícula segueix el videojoc del mateix nom llançat poc abans del llançament de la pel·lícula.

## Producció
La pel·lícula va ser filmada en diversos llocs situats a Califòrnia (Estats Units), com Los Angeles, Long Beach, Burbank Topanga Canyon i Nova York a la Ciutat de NovaYork

## Al voltant de la pel·lícula
- El protagonista Edward Carnby és interpretat per Rick Yune i no com l'anterior episodi de Christian Slater.
- A la pel·lícula hi ha diverses criatures fosques, com en tots els Alone in the Dark (les pel·lícules i el vídeojoc), però només aquí la bruixa ha resolt l'enigma de la vida eterna.
- En aquest capítol d'Alone in the Dark es pot veure que Edward no és totalment expert paranormal però si que demostra les seves habilitats per ser capaç de localitzar la bruixa.

## Repartiment
- Rick Yune: Edward Carnby
- Rachel Specter: Natalie
- Lance Henriksen: Abner Lundbert
- Bill Moseley: Dexter
- Ralf Moeller: Boyle
- Danny Trejo: Perry
- Zack Ward: Xavier
- Natassia Malthe: Turner
- Jason Connery: Parker
- Michael Paré: Willson
- P.J. Soles: Martha
- Brooklyn Sudano: Sinclair
- Allison Lange: Elizabeth Dexter / Witch
- Peter Looney: Ward Dexter
- Lisette Bross: Old Witch